# Merzenich
Merzenich település Németországban, azon belül Észak-Rajna-Vesztfália tartományban. Lakosainak száma 10 409 fő (2023. december 31.). Merzenich Düren, Niederzier és Nörvenich községekkel határos.

## Népesség
A település népességének változása:
| Lakosok száma | 7218 | 9769 | 9733 | 9778 | 10 149 | 10 302 | 10 409 |
|               | 1975 | 2010 | 2017 | 2019 | 2021   | 2022   | 2023   |